# 1361 Лейшнерія
1361 Лейшнерія (1361 Leuschneria) — астероїд головного поясу, відкритий 30 серпня 1935 року.
Тіссеранів параметр щодо Юпітера — 3,108.